# 東方天空璋 ～ Hidden Star in Four Seasons.
《東方天空璋 ～ Hidden Star in Four Seasons.》是由同人組織上海愛莉絲幻樂團發布的彈幕射擊遊戲，為東方Project的第16作。

## 玩法
遊戲共有7關，包括五個普通關卡，一個最終關和一個附加關。最終關進入最後符卡時會將Power強制清零，奪取所選擇的副季節裝備進行攻擊，不同裝備發動技能不同。

## 角色

### 自機角色
- 春：博麗靈夢（博麗 霊夢（はくれい れいむ））
- 夏：曬黑的琪露諾（日焼けしたチルノ）
- 秋：射命丸文（射命丸 文（しゃめいまる あや））
- 冬：霧雨魔理沙（霧雨 魔理沙（きりさめ まりさ））

### 頭目角色
愛塔妮緹拉爾瓦（エタニティラルバ）
和琪露諾一樣，因為某種力量的影響變得比平時更強大，進入暴走狀態，可並沒有對自機們發動攻擊，反而要幫助她們，可還是因為被嫌棄而被打了（琪露諾線中則是出於興致而互相切磋）。被摩多羅隱岐奈認為不是鳳蝶妖精而是常夜神，是和她敵對的古老神靈。
坂田合歡（坂田 ネムノ（さかた　ねむの））
高麗野阿吽（高麗野 あうん（こまの　あうん））
矢田寺成美（矢田寺 成美（やたでら　なるみ））
爾子田里乃 ＆ 丁禮田舞（爾子田 里乃 ＆ 丁礼田 舞（にしだ　さとの ＆ ていれいだ　まい））
摩多羅隱岐奈（摩多羅 隠岐奈（またら　おきな））

## 關卡流程
| 關卡   | 關卡名稱 | 中文譯名                                                        | 地點                      | 中頭目                 | 頭目                   |
| ------ | -------- | --------------------------------------------------------------- | ------------------------- | ---------------------- | ---------------------- |
| 第一關 |          | 朝靄散後的仲夏日 Miracle Blue Sky                               | 仲夏的高空（真夏の上空）            | 愛塔妮緹拉爾瓦         | 愛塔妮緹拉爾瓦         |
| 第二關 |          | 深紅山之孤獨 Red Mountain Loneliness                            | 紅葉盡染的山（紅葉した山）          | 坂田合歡               | 坂田合歡               |
| 第三關 |          | 神獸徜徉的櫻色之海 Sea of Spring Pink                           | 博麗神社的夜櫻（博麗神社の夜桜）        | 莉莉霍瓦特             | 高麗野阿吽             |
| 第四關 |          | 可見度零的邂逅 White Blizzard Out of Season                     | 魔法森林上空（推測） （魔法の森上空（推測）） | 丁禮田舞               | 矢田寺成美             |
| 第五關 |          | 童子們跳起瘋狂的舞蹈 Into Crazy Back Door                       | 後戶之國（後戸の国）              | 爾子田里乃             | 爾子田里乃 ＆ 丁禮田舞 |
| 最終關 |          | 勿開啟之、勿窺探之 身後之門藏有祕天 Hidden Star in Four Seasons | 後戶之國（後戸の国）              | 不適用                 | 摩多羅隱岐奈           |
| Extra  |          | 秘神的真面目 Hidden Star in Fifth Season                        | 後戶之國（後戸の国）              | 爾子田里乃 ＆ 丁禮田舞 | 摩多羅隱岐奈（真）     |

- 最終關進入最後符卡時會將Power強制清零，奪取所選擇的副季節裝備進行攻擊。